# Bulbophyllum antongilense
Bulbophyllum antongilense là một loài phong lan thuộc chi Bulbophyllum.